# 森口壽樹
森口 壽樹 (もりぐち としき、1995年2月7日 - ）は、日本のプロ野球審判員。審判員袖番号は2022年までは56、2023年からは27。

## 経歴
奈良県出身。磐田東高等学校から国士舘大学を経て2018年1月1日に日本野球機構審判部に入局。高校時代は身長186cm、体重90kgと恵まれた体格の内野手で、左の強打者として活躍。高校3年時には投手も務め、投打を牽引する存在であった。
大学卒業後にNPBアンパイア・スクールを受講し、研修審判員として契約。四国アイランドリーグplusで経験を積んだのち、2017年12月13日に日本野球機構より育成審判員として2018年1月1日に契約することが発表された。なお、当初は関東支局所属であったが、後に関西支局に異動となった。
2021年よりNPB審判員に昇格し、一軍出場が可能となった。
2023年にファーム優秀審判員賞を受賞。
2024年5月14日、中日ドラゴンズ対阪神タイガース戦（豊橋市民球場）で三塁塁審として一軍初出場。同年のファーム日本選手権では球審を務めた。

## 審判員出場記録
- 出場試合数：12試合
- 初出場：2024年5月14日、中日ドラゴンズ対阪神タイガース7回戦（豊橋市民球場）、三塁塁審[11]。

（2024年度シーズン終了時点）

## 表彰
- ファーム優秀審判員賞：1回（2023年）